# Hartmut Hirsch-Kreinsen
Hartmut Hirsch-Kreinsen (* 18. September 1948 in Halle (Saale)) ist ein deutscher Soziologe und war von 1997 bis 2015 Inhaber des Lehrstuhls für Wirtschafts- und Industriesoziologie an der Technischen Universität Dortmund.

## Akademischer Werdegang
Seine akademische Ausbildung erfuhr Hartmut Hirsch-Kreinsen an der Technischen Hochschule Darmstadt, wo er 1976 als Wirtschaftsingenieur diplomiert wurde. Er war danach als wissenschaftlicher Mitarbeiter von 1978 bis 1984 am Soziologischen Institut an der TH Darmstadt und nach seiner Promotion (1983) von 1985 bis 1997 am Institut für Sozialwissenschaftliche Forschung e.V. (ISF München) tätig. 1997 wurde er auf den Lehrstuhl Wirtschafts- und Industriesoziologie an der TU Dortmund berufen. Im Frühjahr 2015 wurde er pensioniert. Von 2015 bis 2020 war er als Seniorprofessor von der TU Dortmund und der Fakultät für Wirtschaftswissenschaften beauftragt, weiterhin industrie- und arbeitssoziologische Forschungen im Themenfeld Digitalisierung von Arbeit durchzuführen. In dieser Zeit leitete er das Forschungsgebiet Industrie- und Arbeitsforschung, wo in enger Kooperation mit der Sozialforschungsstelle Dortmund der TU Dortmund (sfs) sowohl Grundlagenforschung als auch anwendungsorientierte Forschungsprojekte im Themenfeld Digitalisierung durchgeführt wurden. Seit 2021 ist er Research Fellow an der Sozialforschungsstelle Dortmund.
1983 promovierte Hirsch-Kreinsen zum Dr. rer. pol. im Fachbereich Gesellschafts- und Geschichtswissenschaften der TH Darmstadt mit einer Dissertation unter dem Titel Organisation mit EDV. Bedingungen und Folgen des Einsatzes von Systemen der Fertigungssteuerung in Maschinenbaubetrieben. 1993 wurde er auch in Darmstadt für das Fach Soziologie habilitiert. Die Habilitationsschrift wurde unter dem Titel NC-Entwicklung als gesellschaftlicher Prozess – Amerikanische und deutsche Innovationsmuster der Fertigungstechnik veröffentlicht.

## Forschungsschwerpunkte
Hartmut Hirsch-Kreinsens Forschungsschwerpunkte liegen in den Feldern der Innovations- und Techniksoziologie sowie der Arbeits- und Industriesoziologie. Seit Beginn seiner Tätigkeit widmet er sich der klassischen arbeitssoziologischen Frage nach dem Verhältnis von Technik und Arbeit.
In diesem Kontext befasst er sich mit Themen wie der Entwicklung von Industriearbeit, Unternehmensstrategien und Netzwerken sowie den Bedingungen und Mustern industrieller Innovationsprozesse. Einen besonderen Fokus richtet er dabei auf die Entwicklungsperspektiven und die spezifische Innovationsfähigkeit sogenannter nicht-forschungsintensiver Industriesektoren (low-technology innovation). In den letzten Jahren beschäftigt sich Hirsch-Kreinsen vor allem mit Fragen der digitalen Transformation von Arbeit und Gesellschaft und den sozialen Konsequenzen des industriellen Rationalisierungs- und Digitalisierungskonzepts „Industrie 4.0“. Dabei verfolgt er besonders auch die Frage nach den gesellschaftlichen Bedingungen und Perspektiven der Entwicklung der Künstlichen Intelligenz.

## Ausgewählte wissenschaftliche Aktivitäten
Hirsch-Kreinsen war in den Jahren 2006 bis 2008 Vorsitzender der Sektion Arbeits- und Industriesoziologie in der Deutschen Gesellschaft für Soziologie. Von 2000 bis 2011 war er als Mitglied im Strategiekreis „Produktion“ des Bundesministeriums für Bildung und Forschung (BMBF) tätig. Für den Zeitraum von 2016 bis 2019 wurde er zum Vorstandsmitglied des Forschungsinstituts für Gesellschaftliche Weiterentwicklung (FGW) in Düsseldorf berufen. 2016 und 2017 war er Mitglied der „Allianz Wirtschaft und Arbeit 4.0“ der Landesregierung Nordrhein-Westfalen.
Er war Visiting Professor an der Finance University in Moskau, der John Paul II Catholic University of Lublin (KUL), Faculty for Social Science, und der L.N. Gumilev Eurasian National University in Astana/Kazakhstan. Forschungsaufenthalte führten ihn u. a. ans Arbetsmiljöinstitutet, Stockholm, und die University of Wisconsin–Madison.
Darüber hinaus war er Mitglied einer Reihe nationaler und internationaler innovationspolitischer Beratungsgremien. Im Jahr 2023 ist er sozialwissenschaftliches Mitglied im Forschungsbeirat der Plattform Industrie 4.0 und Mitglied im Beirat „Zukunft der Arbeit“ beim Vorstand der IG Metall.

## Veröffentlichungen (Auswahl)
- mit Joachim Bergmann u. a.: Rationalisierung, Technisierung und Kontrolle des Arbeitsprozesses. Die Einführung der CNC-Technologie in Betrieben des Maschinenbaus. Campus, Frankfurt/New York 1986, ISBN 978-3-593-33693-0
- mit Rainer Schultz-Wild u. a.: Einstieg in die rechnerintegrierte Produktion – Alternative Entwicklungspfade der Industriearbeit. Campus, Frankfurt/New York 1990, ISBN 978-3-593-34383-9
- mit Marhild von Behr (Hrsg.): Globale Produktion und Industriearbeit. Arbeitsorganisation und Kooperation in Produktionsnetzwerken. Campus, Frankfurt/New York 1998, ISBN 978-3-593-35959-5
- mit David Jacobson (eds.): Innovation in low-tech firms and industries. Edward Elgar, Cheltenham 2008, ISBN 978-1-84720-823-1
- "Low-Tech" Innovations. In: Industry & Innovation 15 (1) (2008), S.  19–43
- Wirtschafts- und Industriesoziologie – Grundlagen, Fragestellungen, Themenbereiche. 2., aktualis. Aufl., Juventa, Weinheim/München 2009, ISBN 978-3-7799-1481-5
- mit Jörg Abel, Peter Ittermann: Einfacharbeit in der Industrie. Strukturen, Verbreitung und Perspektiven. edition sigma, Berlin 2014, ISBN 978-3-8360-3597-2
- mit Peter Ittermann, Jonathan Falkenberg (Hrsg.): Digitalisierung industrieller Arbeit. Die Vision Industrie 4.0 und ihre sozialen Herausforderungen. 2., aktualis. und überarb. Aufl. edition sigma bei Nomos, Baden-Baden 2018, ISBN 978-3-8487-4034-5
- mit Anemarie Karacic (Hrsg.): Autonome Systeme und Arbeit. Perspektiven, Herausforderungen und Grenzen der Künstlichen Intelligenz in der Arbeitswelt. transcript, Bielefeld 2019, ISBN 978-3-8376-4395-4
- mit Peter Ittermann, Jonathan Falkenberg (Hrsg.): Szenarien digitalisierter Einfacharbeit. Konzeptionelle Überlegungen und empirische Befunde aus Produktion und Logistik. edition sigma bei Nomos, Baden-Baden 2020, ISBN 978-3-8487-5664-3
- Digitale Transformation von Arbeit. Entwicklungstrends und Gestaltungsansätze. Kohlhammer, Stuttgart 2020, ISBN 978-3-17-034106-7
- mit Peter Ittermann: Digitalization of work processes: A framework for human-oriented work design. In: Adela McMurray u. a. (eds.): The Palgrave Handbook of Workplace Innovation. Palgrave Macmillan, Cham 2021, ISBN 978-3-030-59915-7, S. 273–293
- mit Rainer Bohn, Sabine Pfeiffer, Mascha Will-Zocholl (Hrsg.): Lexikon der Arbeits- und Industriesoziologie. 3., aktualis. und erw. Aufl., edition sigma bei Nomos, Baden-Baden 2023, ISBN 978-3-8487-8679-4
- Das Versprechen der Künstlichen Intelligenz. Gesellschaftliche Dynamik einer Schlüsseltechnologie. Campus, Frankfurt/New York 2023, ISBN 978-3-593-51668-4
- Artificial intelligence: a “promising technology”. In: AI & Society 2023, online, https://doi.org/10.1007/s00146-023-01629-w
- Industry 4.0: Options for human-oriented work design. In: Sci, Special Issue ‘Industry 4.0 – The Global Industrial Revolution: Achievements, Obstacles and Research Needs for the Digital Transformation of Industry’, 5 (1):9 (2023), online, https://doi.org/10.3390/sci5010009